# Военноморски музей
Военноморският музей във Варна е филиал на Националния военноисторически музей. Той е сред Стоте национални туристически обекта на Българския туристически съюз.
Историята на музея започва през 1883 г., когато офицери от Дунавската флотилия в Русе започват да събират старини. От създаването му до 1955 г. се нарича „Mорски музей“, а първата му публична експозиция е открита през 1923 г. Днешната сграда на музея е построена през 1890 г. и е дело на френския архитект Анри Пиер. Първоначално в нея се помещава казино, от 1911 г. е резиденция на италианското консулство, по-късно е превърната в курортна вила „Диана“, а от 1946 до 1955 г. в нея се намира щаба на канцеларията на Техническия флот. От 1 юли 1956 г. сградата минава под ведомството на Министерството на отбраната и е наречена Военноморски музей. През 1973 г. музеят е награден с орден „Кирил и Методий“ І степен по случай 50-годишнината от откриването на експозицията му в града.
В експозицията на музея са включени почти 1000 експоната, което е едва един процент от богатството във фондовете му. Тя проследява хронологически корабоплаването по бреговете на нашите земи от дълбока древност. Каменните котви са свидетелства за корабоплаването край западния черноморски бряг от времето на похода на аргонавтите и на Троянските войни. Възстановка на товарен отсек на античен кораб, натоварен с амфори, допълва представите ни за далечните времена на гребното корабоплаване. Възстановка на оръдейна палуба на военен ветроход от ХVIII век предлага чрез картинни, фото пана и звукови ефекти на морска битка, да се възприеме по-пълно кораба като бойно средство. Но оригиналните предмети са незаменими по въздействие с автентичността си – находки от морското дъно, дула на корабни оръдия, рудан от ветроходен кораб, корабно оборудване, оръжия. В музея можете и да се „гмурнете“ под морското равнище чрез възстановката на морско дъно.
Експонати, каквито в друг български музей няма, са носовите фигури. Те олицетворяват достойнството на кораба и носят късмет на екипажа му. В музея е запазено и част от оборудването на първия кораб, който България купува след Освобождението – яхта „Александър I“.
Освен морски оръдия и стария фар на варненското пристанище, в двора на Военноморския музей се съхранява яхтата „Кор Кароли“, с която кап. Георги Георгиев прави първата българска самотна ветроходна обиколка на земята. Чрез моделите на кораби също може да се проследи българската морска и военноморска история. В откритата експозиция на Военноморския музей могат да се видят колекции от морски мини, котви, корабни и брегови оръдия, два вертолета и торпедния катер 123 К.
Най-атрактивният експонат на Военноморския музей е корабът-музей „Дръзки“. Построен в началото на ХХ век, днес той е единственият в света запазен торпедоносец.
Печатът на БТС се намира на касата.